# ふれあいみちのく
ふれあいみちのくは、日本国有鉄道（国鉄）・東日本旅客鉄道（JR東日本）が1986年（昭和61年）から2002年（平成14年）まで保有していた鉄道車両（客車）で、ジョイフルトレインと呼ばれる車両の一種である。

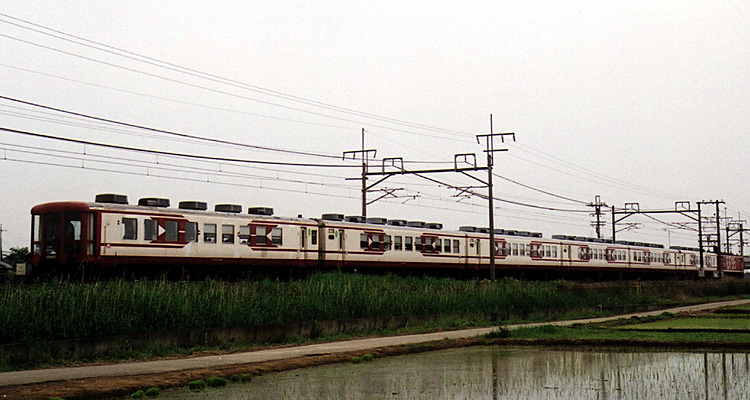
東北本線を走る「ふれあいみちのく」

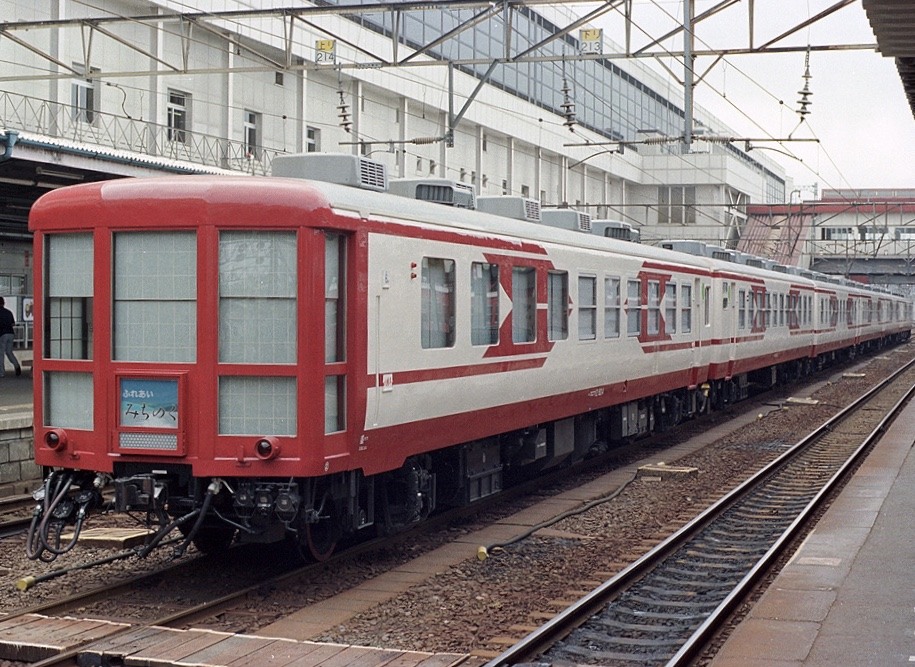
「ふれあいみちのく」（1987年 盛岡駅）

## 概要
国鉄盛岡鉄道管理局（盛岡局）では、多様化する旅客の希望に対応するために、既存の客車を改造した和式客車を投入し、増収を図ることとなった。12系客車が種車とされた。

## 車両
展望車はスロフ12形800番台、中間車はオロ12形800番台となっている。土崎工場で3両、郡山工場で3両、計6両が改造された。各車の愛称は、東北地方の地名、景勝地を由来としている。全車両がグリーン車扱いである。
| 号車番号                | 1            | 2          | 3          | 4          | 5          | 6            |
| 旧車号                  | スハフ12 120 | オハ12 332 | オハ12 331 | オハ12 318 | オハ12 317 | スハフ12 121 |
| 新車号                  | スロフ12 823 | オロ12 845 | オロ12 846 | オロ12 847 | オロ12 848 | スロフ12 824 |
| 車体形状                | 洋風展望車   | 中間車     | 中間車     | 中間車     | 中間車     | 和風展望車   |
| 定員                    | 24名         | 46名       | 46名       | 46名       | 46名       | 24名         |
| 愛称                    | 八甲田       | 十和田     | 三陸       | 奥入瀬     | 岩手       | 八幡平       |
| 改造施工工場            | 土崎工場     | 郡山工場   | 郡山工場   | 郡山工場   | 土崎工場   | 土崎工場     |
| 改造年月日 （年.月.日） | 1986.7.19    | 1986.7.9   | 1986.7.9   | 1986.7.9   | 1986.7.19  | 1986.7.19    |

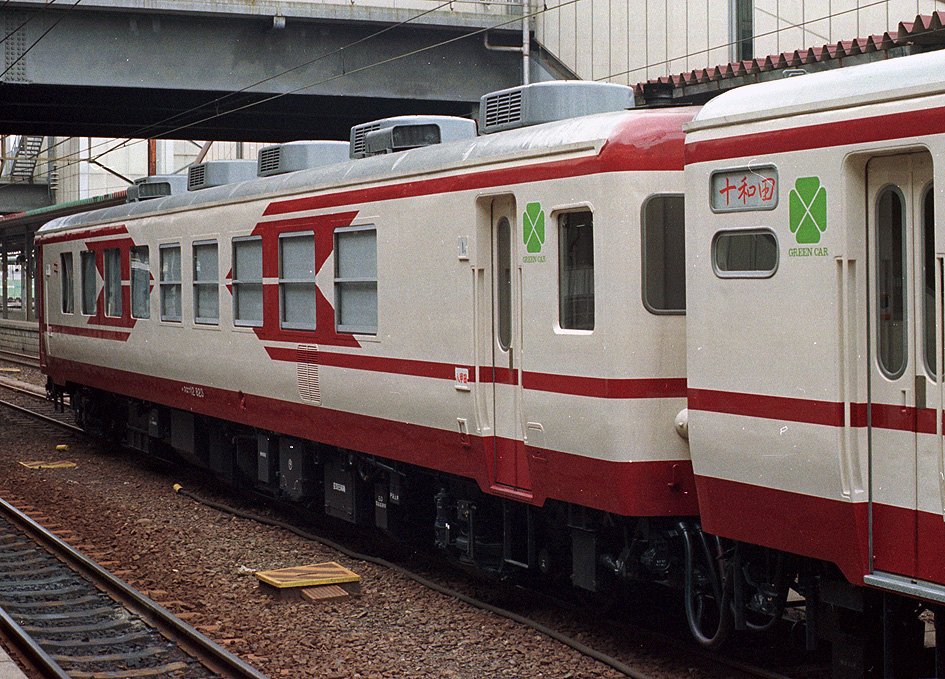
1号車 スロフ12 823 八甲田
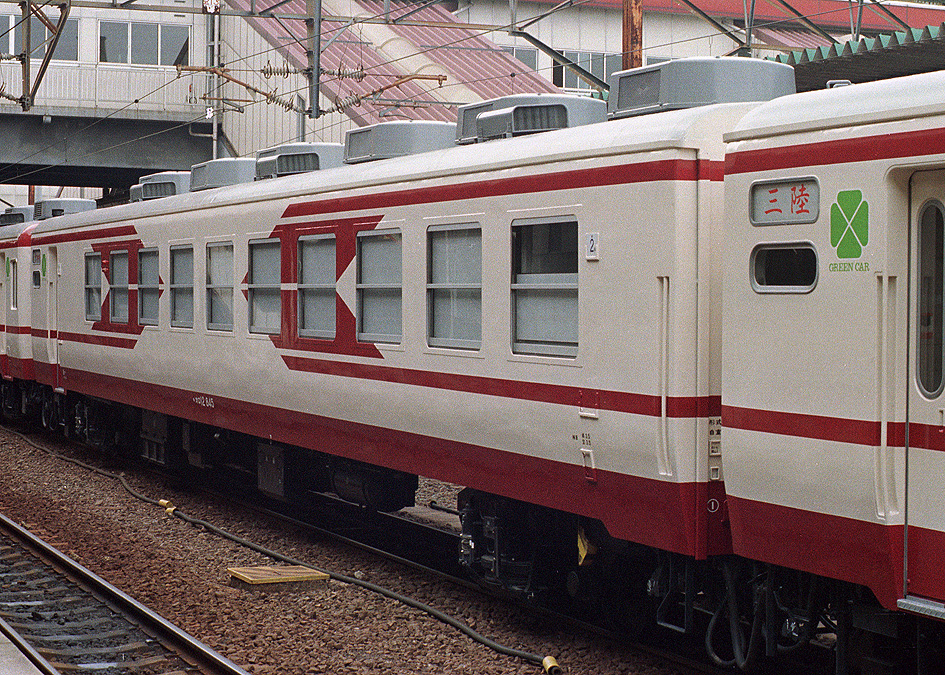
2号車 オロ12 845 十和田
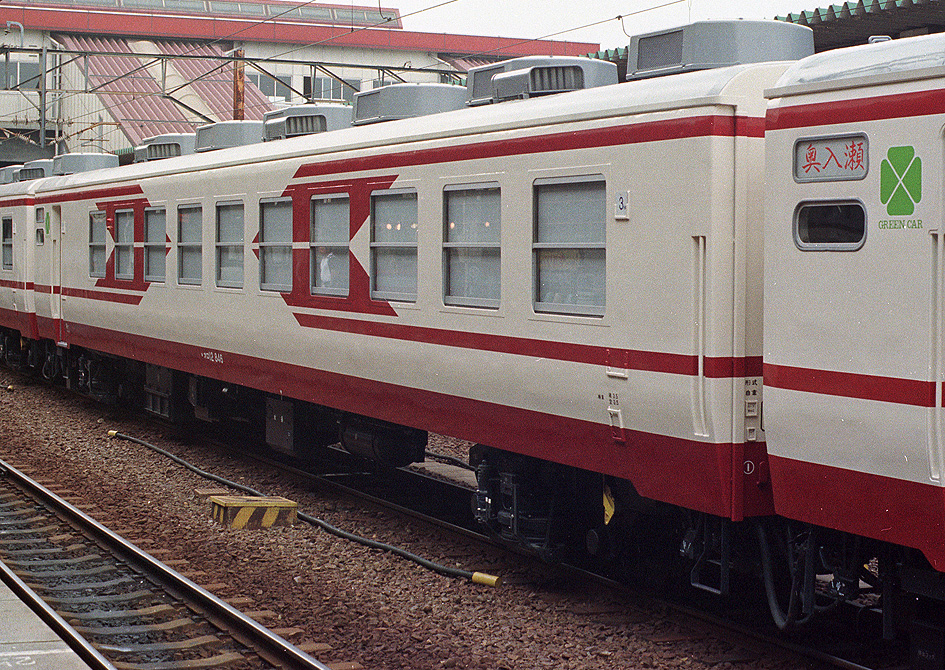
3号車 オロ12 846 三陸
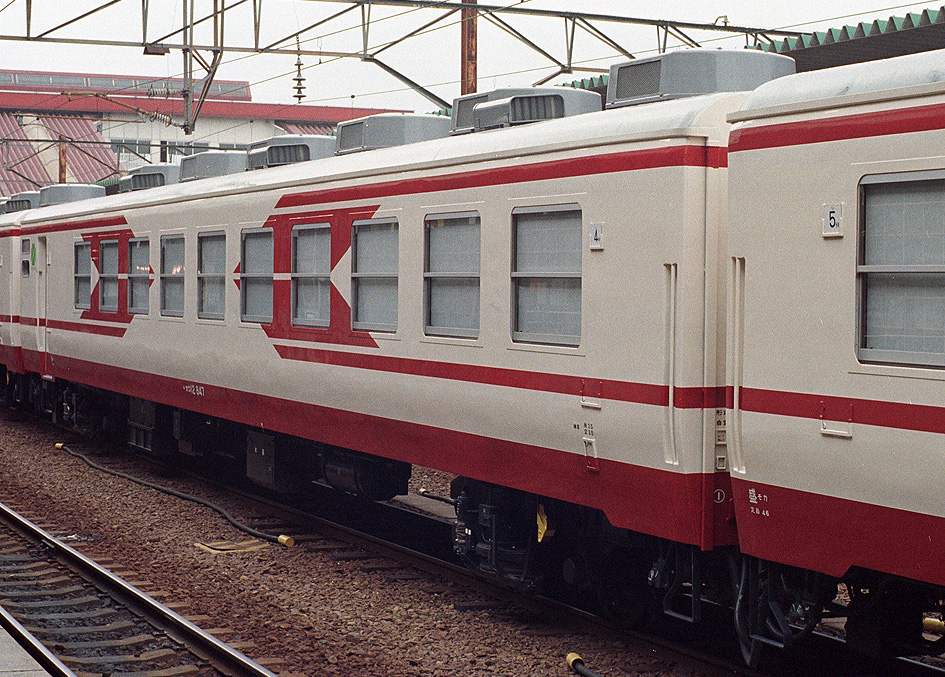
4号車 オロ12 847 奥入瀬
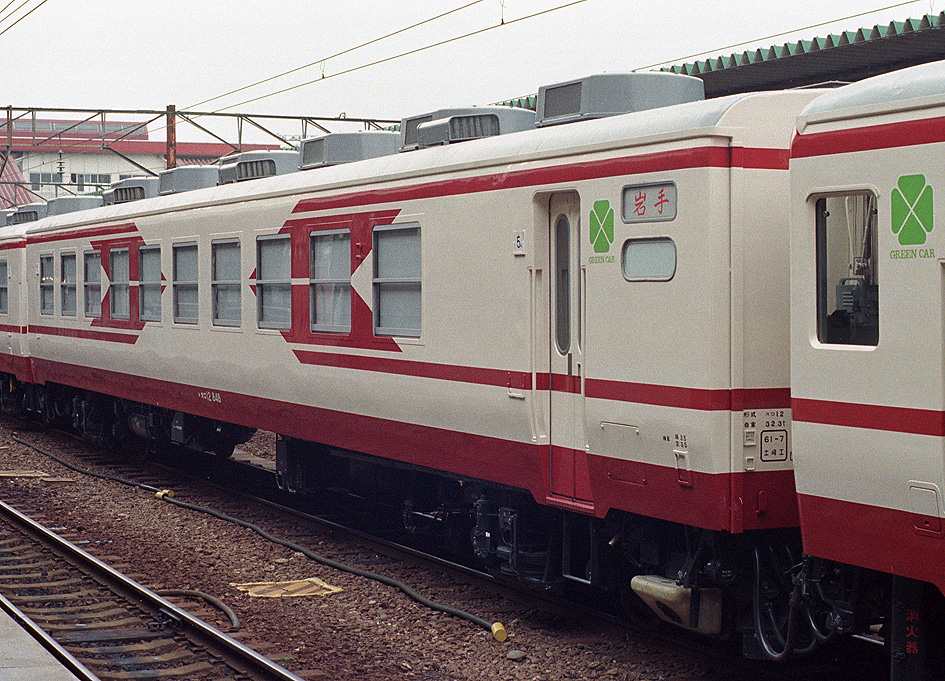
5号車 オロ12 848 岩手
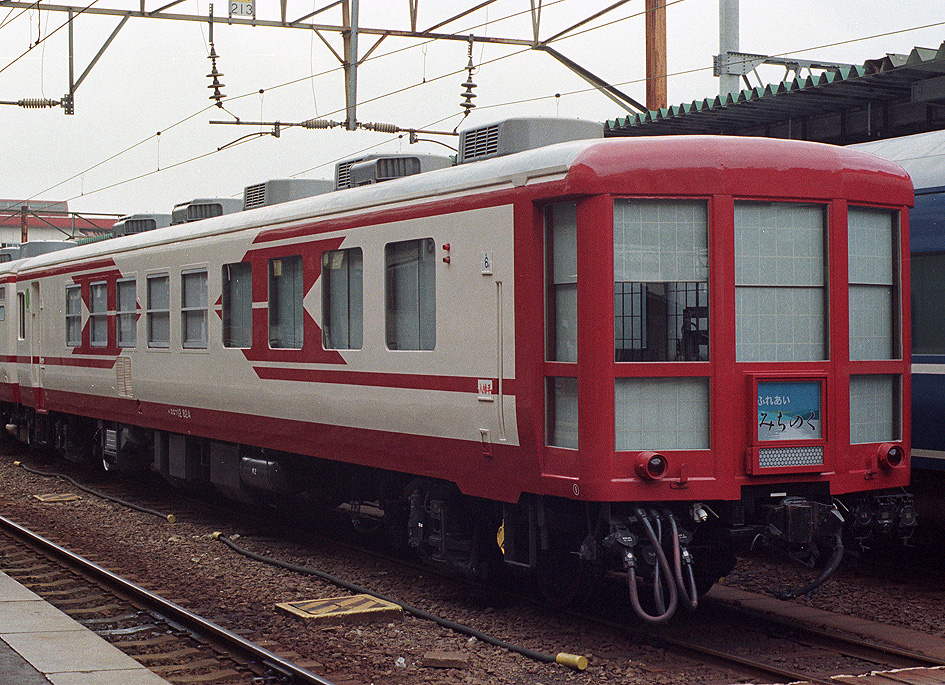
6号車 スロフ12 824 八幡平

### 車内外のデザイン
1・2・4号車の車内は明るい和風の室内、3・5・6号車は落ち着いた和風の室内とした。車外デザインは部内職員からの公募によるものである。

## 各車概説

### 共通装備
サービス設備の新設増加により、各車の消費電力が増加したため、床下にサービス電源トランスが増設されている。増設された配電盤は、添乗員室、または冷房配電盤に設けられている。インターホンやビデオ回路の引通しのため、電源回路、制御回路引通しの反対側のジャンパ連結器を利用している。

### 中間車
編成を組んだ場合の2 - 5号車として使用される。
前位側（トイレと反対側）出入り台を塞いだ上、湯茶器、ごみ箱、戸だなが設置された。同時に、前位側デッキと客室間の引き戸も撤去され、添乗員室、玄関開き戸、床の間が設置された。客室部分は24畳の総跳ね上げ式で、スタイロ畳が用いられている。
客室の後位側（トイレ側）にはステージが設けられ、物置棚や冷蔵ショーケースがある部位との仕切りとなっている。仕切りには玄関開き戸が設けられている。既存の後位側のデッキとの仕切戸は和風の引き戸に交換された。

### 展望車
スハフ12形の前位側（トイレ側）の車体を台枠を残して撤去の後に、前頭部（展望室）を設けたもので、展望部と客室は床の間で仕切られている。客室部分は、中間車と同一仕様となっている。展望室部分の窓は全て固定式となり、前頭部の窓は眺望を考慮して大型化されている。

#### 洋風展望車
編成を組んだ場合、1号車として使用される。
座敷部分は12畳の総跳ね上げ式で、スタイロ畳が用いられている。
展望部分はじゅうたん、ソファ、シャンデリアなどが設置された洋風となっている。自動販売機が設置されている。

#### 和風展望車
編成を組んだ場合、6号車として使用される。
座敷部分は12畳の総跳ね上げ式で、スタイロ畳が用いられている。
展望部分には、炉端、囲炉裏が設置され、天井の格子とともに、和風の落ち着いた雰囲気を演出している。

## 沿革
1986年（昭和61年）8月23日、「盛鉄お座敷列車デビュー初乗り常磐ハワイの旅」による団体臨時列車で運行を開始した。
国鉄分割民営化によりJR東日本が承継した。2002年（平成14年）5月11日および12日にさよなら運転として臨時急行「惜別ふれあいみちのく」に使用されたのを最後に、同年11月に廃車となった。